# Ortells

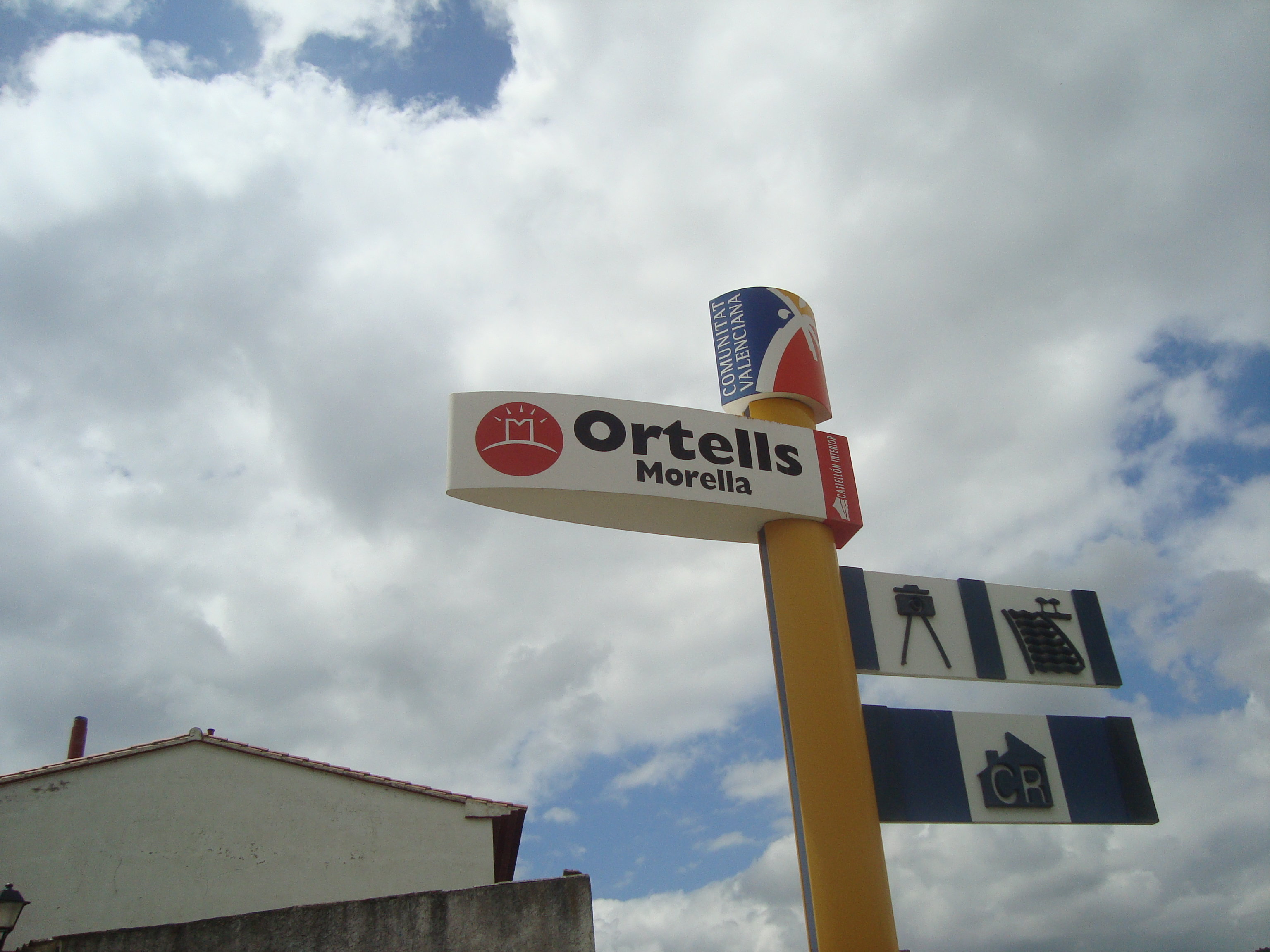
Ortells, Morella

Ortells (o Hortells) és un poble situat al marge dret del riu Bergantes, actualment una pedania integrada dins del municipi de Morella. Té 41 habitants (INE 2009).

## Història
Ortells és de fundació àrab, i els cristians que el van conquistar van augmentar els seus edificis i població. En Blasco d'Alagón el va donar en 1233 a Joan d'En Brusca, senyor d'Albocàsser, per tal de ser repoblat, i aquest li va atorgar la carta de poblament al cap de pocs anys. Els Brusca, també comtes de Creixell, van ser la família que van generar el gran tronc dels senyors de Ortells, sent el més rellevant dels seus membres Dalmacio Creixell, que en 1212 va prendre part en la batalla de Las Navas de Tolosa, on va morir.
Fins mitjans del segle xix, el senyor de Ortells va gaudir de la casa-castell (que actualment encara està en peus en la plaça major), però a partir de la derogació dels privilegis va vendre les seues possessions i es va absentar de la zona. Ortells, el 12 d'agost de 1835, va ser conquistada per les tropes carlines del general Quílez.
Actualment, Ortells està integrat dins del terme municipal de Morella, disposant d'un representant designat per l'Ajuntament per a la gestió de la localitat.

## Demografia
| 662 | 726 | 746 | 576 | 565 | 447 | 374 | 339 | 279 | 192 | 122 | 50 | 42 | 44 |

## Comunicacions i serveis
A aquest poble d'interior s'accedeix a través de la CV-14, carretera autonòmica de carril únic per cada sentit, reformada per a evitar el seu pas per les rodalies del poble i que circula entre els municipis de Sorita i de Morella. Des de Castelló també es pot accedir a Ortells per la C-238 que enllaça amb la N-232 en direcció a Morella, on es connecta amb la CV-14.
Ortells també disposa d'un consultori mèdic, on acudeix un doctor de la zona una vegada per setmana. Així mateix, també té un servei de forn a domicili durant tots els matins. Ortells destaca per la seua oferta de turisme rural.

## Monuments destacats
- Casa-palau dels Brusca i dels comtes de Creixell. Situada en la part més alta del nucli urbà, va ser habitada pels comtes de Creixell fins al segle xix, quan van perdre els privilegis nobiliaris i vengueren les seues possessions.[7]
- Església parroquial de Sant Blai i Santa Magdalena, dedicada a l'assumpció de Maria..
- Casa Consistorial, antiga llotja.
- Ermita dels Dolors.

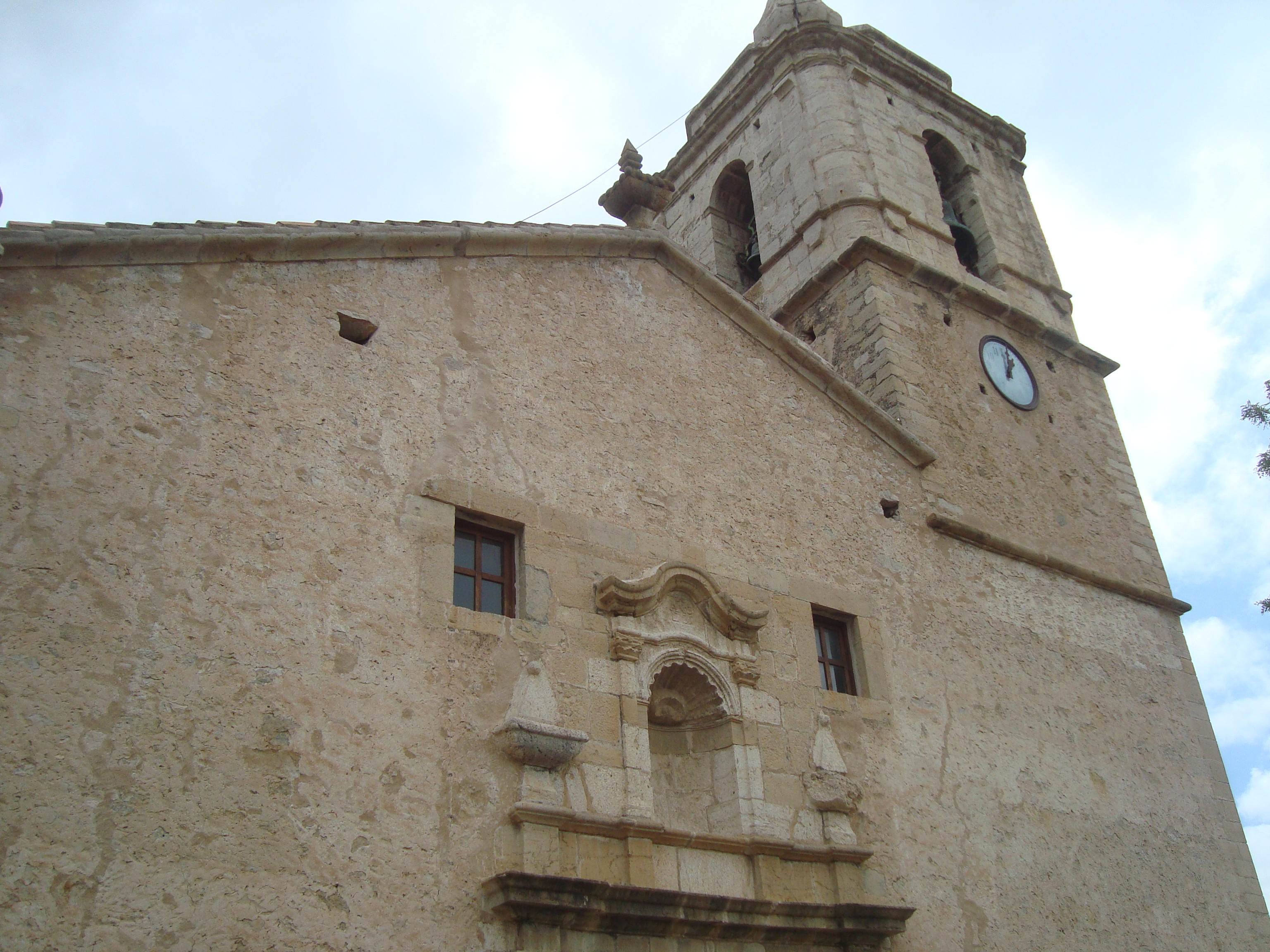
Església parroquial de Sant Blai i Santa Magdalena d'Hortells
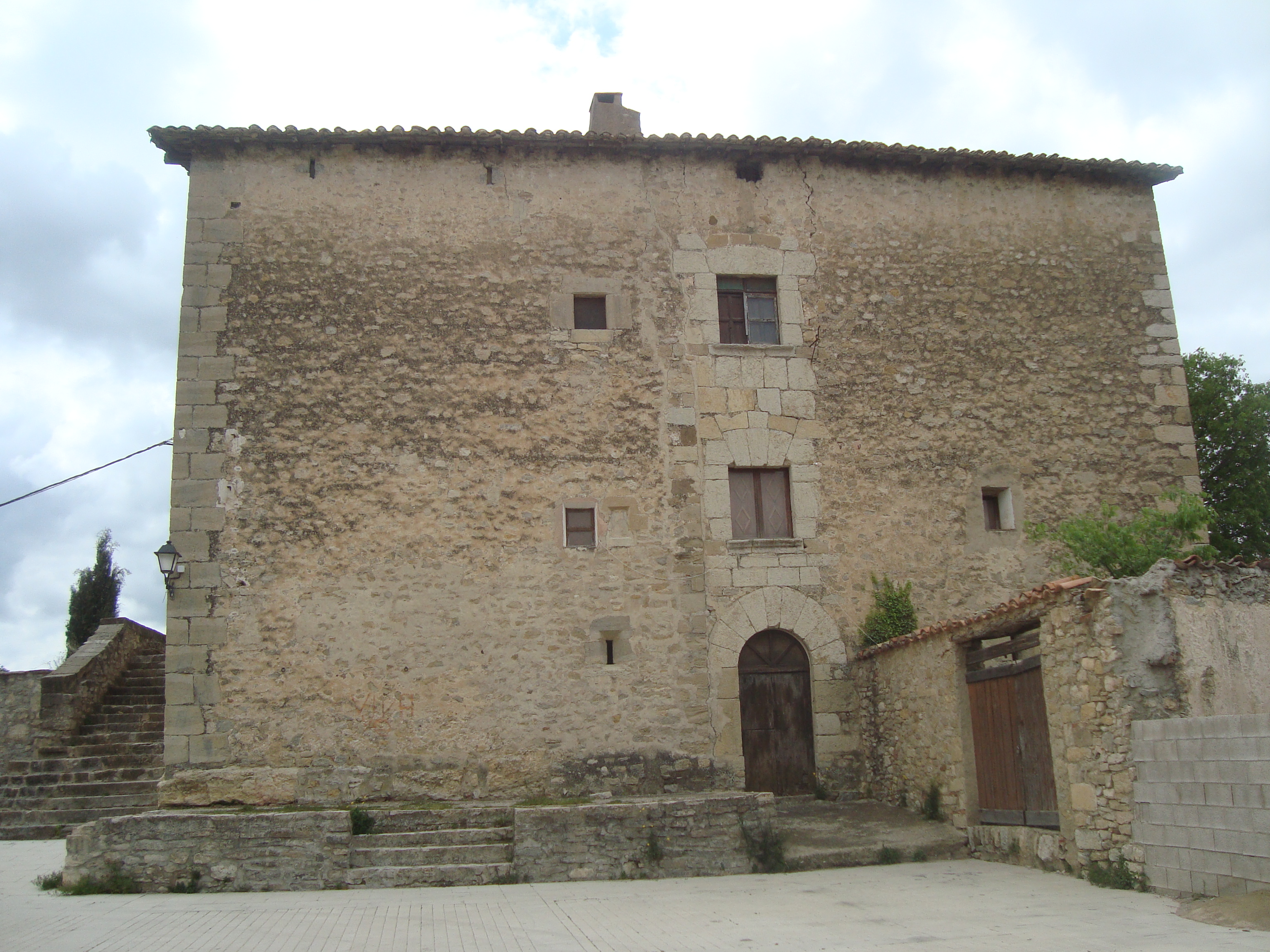
Casa-palau dels Brusca i dels comtes de Creixell

## Gastronomia
Ortells conserva part de la seua gastronomia dins de l'àmbit dels plats que integren els pobles de l'interior, en la comarca dels Ports de Morella. En el terme hi ha una fruita, coneguda com a poma de morro de llebre, que tradicionalment ha tingut molta fama dins i fora de les seues fronteres, per ser una poma de reduïdes dimensions i amb la forma allargada en la part de baix, la qual recorda al musell de la llebre i li dona el seu nom. A poc a poc, el seu cultiu s'ha anat abandonant i actualment només es pot trobar en algun dels horts de la localitat.
Un altre aliment a destacar són les seues pastes, representades per la típica coqueta de panoli. Aquesta peça, de forma plana i arrodonida, té una pasta feta per una mesura de aiguardent, dues mesures d'oli i tres cullerades de sucre per a 150 grams de farina. La característica d'aquesta pasta és que ha d'estar molt bé pastada i colpejada contra la taula repetidament per a trencar la massa i atorgar-li la seua textura característica. Per als durs hivern dels Ports, en Ortells es va crear el tradicional putxero d'Ortells, plat amb molts ingredients i calories per poder resistir les baixes temperatures.

## Festes
Ortells té diverses festes a les quals acudeix gran afluència de gent, sobretot fills d'Ortells que viuen fora i aprofiten aquestes dates per visitar el seu poble. Les festes més importants són la de Sant Blai el 3 de febrer, Sant Antoni el 4 de febrer i les festes d'estiu en la segona quinzena d'agost. A més, el 27 de setembre es du a terme la rogació a la Balma, una peregrinació des del poble fins al Santuari de la Mare de Déu de la Balma, situada al terme de Sorita.